# 1477 Bonsdorffia
Bonsdorffia (asteróide 1477) é um asteróide da cintura principal com um diâmetro de 28,1 quilómetros, a 2,2786785 UA. Possui uma excentricidade de 0,2846259 e um período orbital de 2 076,42 dias (5,69 anos).
Bonsdorffia tem uma velocidade orbital média de 16,6885198 km/s e uma inclinação de 15,70621º.
Esse asteróide foi descoberto em 6 de Fevereiro de 1938 por Yrjö Väisälä.